# Giovanni Carlo Boschi
Giovanni Carlo kardinal Boschi, italijanski rimskokatoliški duhovnik, škof in kardinal, * 9. april 1715, Faenza, † 6. september 1788.

## Življenjepis
5. marca 1746 je prejel duhovniško posvečenje.
22. septembra 1760 je bil imenovan za naslovnega nadškofa Atenie in 5. oktobra istega leta je prejel škofovsko posvečenje.
21. julija 1766 je bil povzdignjen v kardinala in imenovan za kardinal-duhovnika Ss. Giovanni e Paolo; ustoličen je bil 6. avgusta istega leta.
20. septembra 1784 je bil imenovan še za kardinal-duhovnika S. Lorenzo in Lucina.